# ملكة جمال مراهقات الولايات المتحدة الأمريكية 2015
ملكة جمال مراهقات الولايات المتحدة الأمريكية 2015 هي نسخة الثالثة والثلاثين من مسابقة ملكة جمال مراهقات الولايات المتحدة الأمريكية، أقيمت المسابقة في جزيرة أتلانتس باراديس في ناساو ، جزر باهاماس في 22 أغسطس 2015 واستضافته ملكة جمال الولايات المتحدة الأمريكية 2013 إيرين برادي والكاتب التلفزيوني نيك تيبليتز. تنافست جميع الولايات الخمسين ومقاطعة كولومبيا. في نهاية الحدث توجت كاثرين هايك من لويزيانا من قبل ملكة جمال السابقة لي غراهام من ولاية كارولينا الجنوبية.

## النتائج

### المراكز النهائية
| النتائج النهائية                                  | المتنافسة |
| ------------------------------------------------- | --- |
| ملكة جمال مراهقات الولايات المتحدة الأمريكية 2015 | - لويزيانا - كاثرين هايك |
| الوصيفة الأولى                                    | - كاليفورنيا - ميلاني ميتشل |
| الوصيفة الثانية                                   | - كارولاينا الشمالية - جين أكسوج |
| الوصيفة الثالثة                                   | - تينيسي - هانا غرين |
| الوصيفة الرابعة                                   | - ماساتشوستس - صوفي بيرد |
| أفضل 15                                           | - ألاباما - تايلور إليوت - أريزونا - نيدا دانيلوفيتش - أركنساس - أرين جونسون - ميزوري - كريستينا ستراتون - نيويورك - جينا كاردالينا - أوكلاهوما - شيروكي بيرس - بنسلفانيا – جاسمين دانيلز - كارولاينا الجنوبية - ويسلي ميتشل - تكساس - كلوي كيمبل - فيرمونت - الكسندرا ماريك |

## روابط خارجية
- موقع ملكة جمال مراهقات الولايات المتحدة الأمريكية الرسمي